# José Urruzmendi
José Eusebio Urruzmendi (25 sierpnia 1944) – piłkarz urugwajski, napastnik
Jako piłkarz klubu Club Nacional de Football wziął udział razem z reprezentacją Urugwaju w finałach mistrzostw świata w 1966 roku, gdzie Urugwaj dotarł do ćwierćfinału. Urruzmendi nie zagrał w żadnym meczu. Rok później wziął udział w turnieju Copa América 1967. Urugwaj zdobył mistrzostwo Ameryki Południowej, a Urruzmendi zagrał we wszystkich pięciu spotkaniach – z Boliwią, Wenezuelą (zdobył 2 bramki), Chile, Paragwajem (zdobył 1 bramkę) i Argentyną.
Razem z Nacionalem Urruzmendi dwukrotnie dotarł do finału Pucharu Wyzwolicieli, gdzie za każdym razem musiał uznać wyższość klubu z Argentyny. Najpierw w finale Copa Libertadores 1964 przegrał z CA Independiente, natomiast w finale Copa Libertadores 1967 po trzech zaciętych meczach trzeba było uznać wyższość Racingu.
Od 2 maja 1965 do 1 lipca 1967 rozegrał w reprezentacji Urugwaju 21 meczów, zdobywając 8 bramek
Po zakończeniu kariery piłkarskiej został trenerem – pracował m.in. w Hondurasie jako trener drugoligowego klubu Cruz Azul z miasta San José de Colinas, a w Urugwaju z klubami Racing Montevideo i Platense Montevideo.